# Tenebroides americanus
Tenebroides americanus is een keversoort uit de familie schorsknaagkevers (Trogossitidae). De wetenschappelijke naam van de soort werd in 1837 gepubliceerd door William Kirby.